# Гизела фон Андекс
Гизела фон Андекс (на немски: Gisela von Andechs; † сл. 8 април 1150) е графиня от Дисен-Андекс-Мерания и чрез женитба графиня на Берг-Шелклинген.

## Произход
Тя е дъщеря на граф Бертхолд II фон Дисен-Андекс († 1151) и първата му съпруга София фон Истрия († 1132), дъщеря на маркграф Попо II от Истрия († 1103) и Рихарда фон Спонхайм († ок. 1112/1130). Баща ѝ Бертхолд II се втори път за Кунигунда фон Формбах-Питен († сл. 1152).
Сестра е на Попо († 1148), Бертхолд III († 1188), граф на Андекс, маркграф на Истрия и Крайна, и на Ото VI († 1196), епископ на Бриксен (1165 – 1170) и епископ на Бамберг (1177 – 1196). Полусестра е на Матилда († 1160), абатиса на Еделщетен, Евфемия († 1180), абатиса на Алтомюнстер, i na Кунигунда († ок. 1139), монахиня в Адмонт.

## Фамилия
Гизела фон Андекс се омъжва за граф Диполд II фон Берг-Шелклинген († 1160/1165), син на граф Хайнрих I фон Берг († пр. 1116) и Аделхайд фон Мохентал († 1125). Сестра му Рикса фон Берг-Шелклинген († 1125) е омъжена за кралския син херцог Владислав I от Бохемия († 1125) и е майка на бохемския крал Владислав II († 1174). Сестра му Салома фон Берг-Шелклинген († 1144) е омъжена за полския крал Болеслав III († 1138). Двамата имат седем деца:
- Бертхолд фон Берг-Шелклинген († сл. 1195)
- Улрих I фон Берг († ок. 22 декември 1209), граф на Берг, женен за Аделхайд фон Ронсберг († 1205), дъщеря на граф и маркграф Хайнрих I фон Ронсберг († 1191)
- Хайнрих фон Берг († 14 април 1197), епископ на Пасау (1169 – 1171) и Вюрцбург (1191 – 1197)
- Ото II фон Берг († 17 март 1220), епископ на Фрайзинг (1184 – 1220)
- Диполд фон Берг († 3 ноември 1190 в Акра, епископ на Пасау (1172 – 1190)
- Манеголд фон Берг († 9 юни 1215 във Виена), абат на „Св. Георген“, Кремсмюнстер (1183 – 1206), Тегернзе (1190 – 1206), епископ на Пасау (1206 – 1215)
- ? Гизела фон Берг († 14 май 11??)